# Levelek
Levelek nagyközség Szabolcs-Szatmár-Bereg vármegyében, a Baktalórántházai járásban.

## Fekvése
Mezőgazdasági jellegű település, 4800 katasztrális holdnyi megművelhető területtel. Ipar csak kis mértékben jelent meg. Földrajzi fekvése jó, adottságai miatt körzeti központként szerepel.
A község Nyíregyházától keletre fekszik a 41-es főút mentén, mely az ötvenes évek elején épült. Az út két oldalán cserjék és fák sokasága. Vadrózsa, hóbogyó, jázmin bokrok, fenyő, juhar, nyár és egyéb fák, köztük természetesen a vidékre jellemző akácosokkal. Tavasszal valóságos virágerdő az egész. A húszas kilométernél a 41-es főutat átszelő IV. számú főfolyás (csatorna) után jobbra térve érhető el a község. A főfolyást észak felé követve egy víztározóhoz lehet eljutni, mely Levelek idegenforgalmi központjának is nevezhető. A település főutcája a 4926-os út, belső területei a Volánbusz által üzemeltetett 4215-ös járattal közelíthetőek meg. Vasúton a Nyíregyháza–Vásárosnamény-vasútvonalon érhető el, déli szomszédjával, Maggyal közös megállója a belterület déli széle közelében található.
A község a Nyírségben található. Felszíne, vizei, növényzete, talaja azzal egyező. A korábbi térképeken látható a vizenyős területek, s Levelek térségében is sok volt a víz. Ezen a térképen jól láthatók a vízzel borított területek aránya az árvízi szabályozás előtt. Ezeket az úgynevezett csatornákat (kanális) a múlt század közepén kezdték kialakítani a Tisza szabályozási munkái után. Esőzéskor, hóolvadáskor veszélyeztette a szántóföldeket, de egyes településeket, településrészeket is.
Régen a mai Csattó területén is víz állt, ahol ma már lakóházak állnak, köszönhetően a belvizes területek lecsapolására irányuló korábbi erőfeszítéseknek. A község határain belül is több kisebb-nagyobb csatornát ástak a vizek elvezetésére. A legnagyobb a IV. számú főfolyás (folyó, magyi folyó), amelybe a többi kisebb belefolyik. Ez a nagy csatorna Kislétától indul, s majd a Lónyai-csatornán át éri el a Tiszát. Ez vezeti le erről a területről a vizeket, legalábbis abban az esetben, ha ezeket a kis kanálisokat megfelelően gondozzák. Ennek a főfolyásnak a felduzzasztásával jött létre a község határában található víztározó, a Leveleki-tó.
A régi térképeket böngészve látható, hogy vizes területek és erdők váltakoztak. A XVIII. században készült térkép jól mutatja ezt. Igen sok volt az erdő, főként a Levelek és Ramocsaháza közti erdőség kiterjedése volt jelentős. Az itteni erdők elsősorban tölgyes-gyertyánosok; a baktalórántházi erdőben ez védett területnek van nyilvánítva. A gőzgép feltalálása után (1765) ezen a vidéken is megindult az erdőirtás, ami miatt megritkultak az erdők. Errefelé még a 20. század elején is működtek gőzgépek, ekét húztak, cséplőgépet hajtottak stb. Így részben az emberi tevékenység is eredményezte, hogy mára a táj átalakult erdős-sztyeppé.
A növényzetnek megfelelően a homoktalaj átalakult barna erdőtalajjá, mert az erdő lombja és az elpusztult állatok átalakultak humusszá, s így ez jó termőtalaj lett. Foltokban találunk réti talajokat és mezőségi talajt is.

## Története
Levelek község régi eredetű, lehet honfoglalás kori is, ami igen kézenfekvő a magyarázat. A szomszédos községek határában – Magy, Besenyőd – van erre utaló nyom, hisz mindkét helyen találunk Leshegy nevű határrészeket. Ezek jelentése viszont egyértelmű, hogy az ellenséget lesték onnan. Tehát Leveleken laktak a gyepű őrök, s innen mentek e két figyelő helyre. Bár ezt a későbbi időre, a tatárjárásra teszik.
Annyi bizonyosnak látszik, hogy még a magyar írásos történetei emlékek előtt telepedtek le őseink e területen. E tényre utal egy 1067-ben keletkezett, de csak átiratban fennmaradt oklevél, mely már – leveleki pusztát lakóival – említi a helységet.
A fent említett oklevél a százdi apátságnak 1067 körül kiadott eredeti alapítólevele. Ez áttételesen ismert, mert IV. Béla királynak, a százdi apátság jogait és kiváltságait megerősítő, 1267-ben kelt oklevele említi. Ezt az oklevelet az Országos Levéltár Dipéldául osztályán 7. sz. alatt őrzik.
Ebben az oklevélben, az alábbi szövegben van említés községünkről – latinul.“Do et prediu Leveluky, cum omnibus que michi perfinent ibi.”
Magyar fordítása így hangzik (Dr. Kárffi Ödön országos levéltár-igazgató): “És adom a leveluky pusztát, és rajta a hozzám tartozó népet, minden azon jószágommal.” Az tehát biztos, hogy 1067 körül községünk már lakott hely.
// A százdi apátságot (monostort) a Guth-Keled nemzetségből származó Péter comes (ispán) – Aba Sámuel fia alapította. //
A későbbiekben többször előfordul a helység neve különböző alakban, a korabeli iratokban: Leueleg, Leuelek, Lebenik, sőt városként is – ad oppidum Lewelegh vocatum.
A község papja – Mátyás – 1333-ban 8, 1334. Évi első részlet fejében 4 garas, a II. részlet és az 1335. Évi I. részlet fejében ismeretlen összegű pápai tizedet fizetett.
Ebből is látszik, hogy az 1330-as évek elején a községnek már egyháza is van.

### A község nevének eredete
A keletkezésére nincs meggyőző magyarázat. Az egyik feltevés szerint a fejetlen saláta ősi magyar nevét (leveles) tartotta meg a település – tekintve, hogy ezt a növényt termesztették a községben.
A másik vélemény szerint a név a gyepűrendszer emléke – erre vall az igen korai feltűnése. A lő ige korábbi leü alakjának többszörösen továbbképzett származéka. Vagyis az itt élők foglalkozására (lövők – a határszéli gyepűrendszer védői) utal.
Egy harmadik megközelítés szerint szájhagyomány: a község határában (Pap-hegy, Pap-sziget) papok laktak és valami leveles tár volt gondjaikra bízva.

## Közélete

### Polgármesterei
- 1990–1994: Kapdos József (független)[3]
- 1994–1998: Kapdos József (független)[4]
- 1998–2002: Szanyi Lászlóné Székely Mária (független)[5]
- 2002–2006: Szanyi Lászlóné Székely Mária (független)[6]
- 2006–2010: Szanyi Lászlóné Székely Mária (független)[7]
- 2010–2014: Borsodi László (független)[8]
- 2014–2019: Borsodi László (Fidesz-KDNP)[9]
- 2019–2020: Borsodi László (Fidesz-KDNP)[10]
- 2020–2024: dr. Turóczyné dr. Székely Anita (független)[11]
- 2024– : dr. Turóczyné dr. Székely Anita (Fidesz-KDNP)[1]

A településen 2020. október 11-én időközi polgármester-választást kellett tartani, mert az előző polgármester, Borsodi László 2020. július 29-én lemondott tisztségéről; a leköszönő faluvezető nem indokolta a döntését.

## Népesség
A település népességének változása:
| Lakosok száma | 2956 | 2946 | 2950 | 2880 | 2677 | 2752 | 2713 |
|               | 2013 | 2014 | 2015 | 2021 | 2022 | 2023 | 2024 |

2001-ben a település lakosságának közel 100%-a magyar nemzetiségűnek vallotta magát, de kisebb roma közösség is él a településen.
A 2011-es népszámlálás során a lakosok 82,6%-a magyarnak, 2,2% cigánynak mondta magát (17,4% nem nyilatkozott; a kettős identitások miatt a végösszeg nagyobb lehet 100%-nál). A vallási megoszlás a következő volt: római katolikus 30,7%, református 11,6%, görögkatolikus 30,9%, evangélikus 0,4%, felekezeten kívüli 2,4% (23% nem válaszolt).
2022-ben a lakosság 91,7%-a vallotta magát magyarnak, 3,1% cigánynak, 0,1-0,1% ukránnak, németnek, szerbnek és románnak, 1,5% egyéb, nem hazai nemzetiségűnek (8,3% nem nyilatkozott; a kettős identitások miatt a végösszeg nagyobb lehet 100%-nál). Vallásuk szerint 28,2% volt római katolikus, 15,2% református, 26,4% görög katolikus, 1,9% egyéb keresztény, 0,2% evangélikus, 3,8% felekezeten kívüli (23,6% nem válaszolt).

## A községhez korábban tartozó települések
A községhez korábban, annak határában lévő két település tartozott: Félegyháza és Tatártelke. Bár az is lehet, hogy azonos településről – Félegyházáról – van szó, csak eltérő névvel tűnik fel. Jelenleg a kérdés biztos eldöntésére nincs megfelelő adat.

## Nevezetességei

### Római katolikus templom
Római katolikus templom a hagyomány szerint a XIII. században épült, de máig megmaradt részei XV. századi gótikus építési módra vallanak. A reformáció elterjedésével a plébánia élete megszűnt, 1597-ben református lelkész működött itt. 1699-ben az itteni szép kőtemplom elhagyatott állapotban volt. A reformátusok használatából 1722-ben vették vissza.
Az 1828. évi egyházlátogatás jegyzőkönyve szerint az ismeretlen időben épült és 1722-ben visszavett templomnak tornya nincs. Helyreállítása során sem építették fel a tornyot, hanem a mellette álló tölgyfa haranglábon helyezték el a harangokat.
A templom oromzatos homlokzata saroktámpillérekkel, bélletes portállal torony nélkül áll. Kapu felett gótikus fülkében Szent Antal barokk szobra. Jobb oldalhomlokzaton 1959-ben kőkeretes reneszánsz kapu került elő. 1996-1997-ben Kertész Imre plébános ideje alatt nagyarányú felújításokat végeztek az épületen. Ekkor készült a templom belső festése és üvegablakai, Szilágyi András alkotásai. A templom: műemlék, titulusa: Szentháromság.

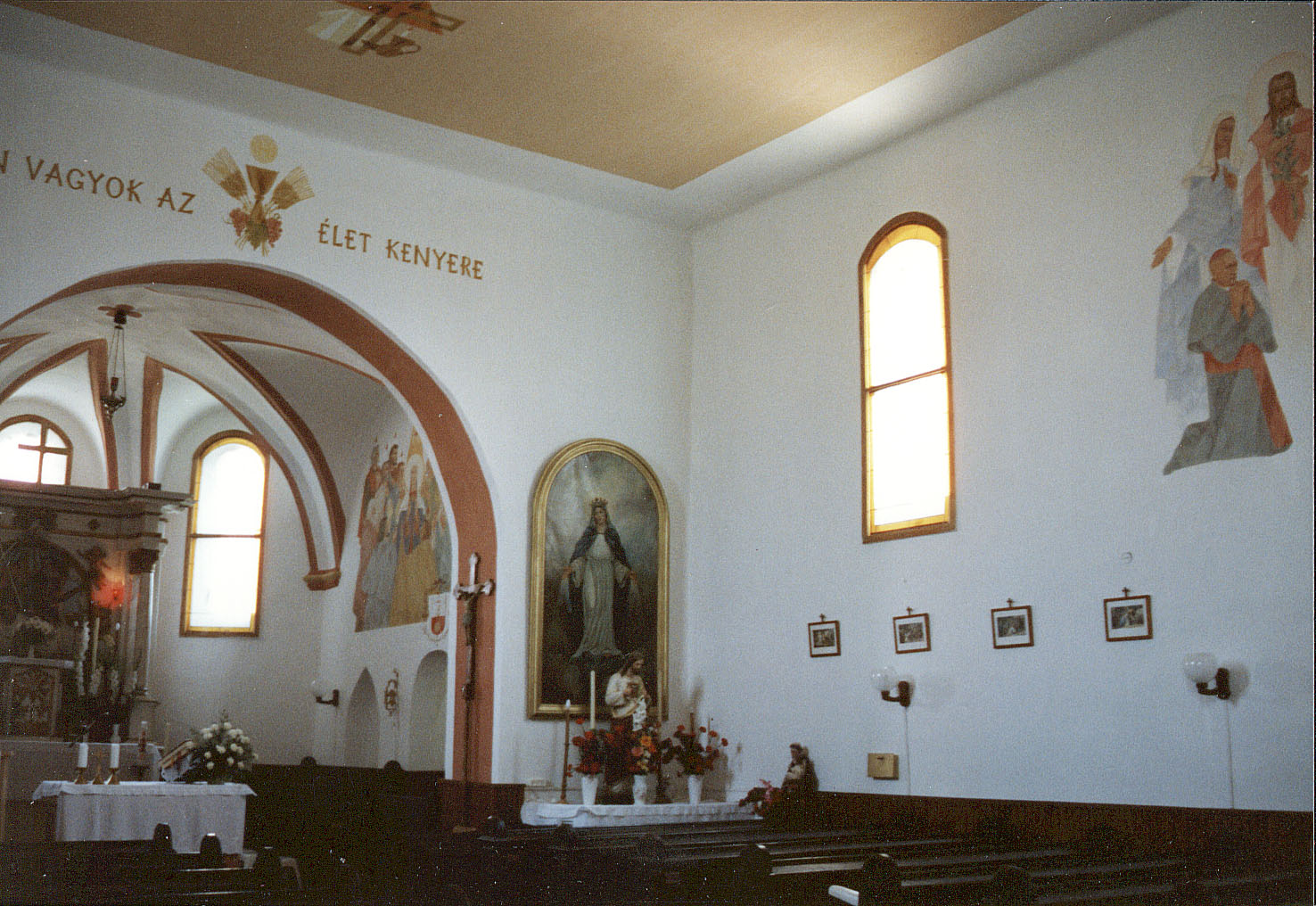
A leveleki római katolikus templom (freskók: Szilágyi András)

### Görögkatolikus templom
A görögkatolikus egyház keletkezésének ideje ismeretlen, a XVII. század végén már létezett (parochia exenete sacculo XVII. Jan. vigens). 1714-ben már paróchia volt Leveleken. Ugyanis ebben az esztendőben Hodermarszky József püspök bepanaszolja a királynak Bizáncy Györgyöt és az egész szabolcsi papságot, hogy Leveleken gyűlést (kongregációt – hitbuzgalmi testületi gyűlést) tartottak és azon állást foglaltak Hodermarszky püspöksége ellen, tagadásba vették a király jogát a munkácsi püspökség betöltésére.
A görögkatolikus egyháznak 1778-ig fatemploma volt. Ekkor leégett. Jelenlegi templomát 1790-ben építették, s szentelték fel id. Molnár György földesúr adományaként. Későbbi korból származó ikonosztáza van. Anyakönyvét 1777 óta őrzik meg.
Az 1896. május 10-i közgyűlésen Pozsgai János római katolikus lelkész ünnepi beszédében elmondta, hogy 1710-ben már görögkatolikus templom volt Leveleken, ezt “orosz anyakönyv tanúsítja, melyet pócsi lakos ajándékozott a templomnak”.

### Református templom
Református temploma 1997-98-ban épült. 1998. augusztus 20-án szentelték fel.

### Molnár-kastély
Az 1770-es években épülhetett, mert az 1783-84-es első katonai térképen már szerepel. Jelenleg óvoda működik benne, parkjában néhány abból az időből származó fenyő, platán és tölgyfa található. Korábbi tulajdonosa a Molnár család a XVIII. század felében telepedett le a Duna mellékéről.